# Nicole Fessel

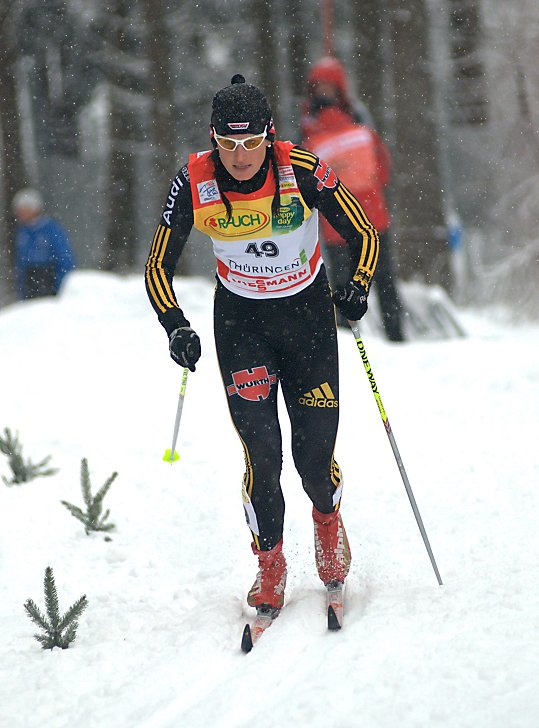
Nicole Fessel, 2018

Nicole Fessel (Annweiler am Trifels, 19 maart 1983) is een Duitse langlaufster. Ze vertegenwoordigde haar vaderland op de Olympische Winterspelen 2006 in Turijn, op de Olympische Winterspelen 2010 in Vancouver, op de Olympische Winterspelen 2014 in Sotsji en op de Olympische Winterspelen 2018 in Pyeongchang.

## Carrière
Bij haar wereldbekerdebuut, in oktober 2002 in Düsseldorf, scoorde Fessel direct wereldbekerpunten. Op de wereldkampioenschappen langlaufen 2005 in Oberstdorf eindigde de Duitse als 55e op de 10 kilometer vrije stijl. Tijdens de Olympische Winterspelen van 2006 in Turijn eindigde ze als 31e op de sprint en als 48e op de 30 kilometer vrije stijl.
In januari 2007 behaalde Fessel in Asiago haar eerste toptienklassering in een wereldbekerwedstrijd. In Sapporo nam de Duitse deel aan de wereldkampioenschappen langlaufen 2007. Op dit toernooi eindigde ze als vijftiende op de sprint. Op de wereldkampioenschappen langlaufen 2009 in Liberec eindigde ze als vijftiende op de sprint. Tijdens de Olympische Winterspelen van 2010 in Vancouver eindigde Fessel als zeventiende op de sprint en als 22e op de 15 kilometer achtervolging.
In november 2010 stond de Duitse in Kuusamo voor de eerste maal in haar carrière op het podium van een wereldbekerwedstrijd. In Oslo nam Fessel deel aan de wereldkampioenschappen langlaufen 2011. Op dit toernooi eindigde ze als zevende op zowel de 15 kilometer achtervolging als de 30 kilometer vrije stijl, daarnaast eindigde ze als vijftiende op de sprint. Op de estafette eindigde ze samen met Stefanie Böhler, Katrin Zeller en Evi Sachenbacher-Stehle op de vijfde plaats, samen met Stefanie Böhler eindigde ze als zevende op het onderdeel teamsprint. Op de wereldkampioenschappen langlaufen 2013 in Val di Fiemme waren haar beste prestaties de vijfde plaats op de 30 kilometer klassieke stijl en de twaalfde plaats op de sprint, op de estafette eindigde ze samen met Katrin Zeller, Denise Herrmann en Miriam Gössner op de zevende plaats. Tijdens de Olympische Winterspelen van 2014 in Sotsji eindigde Fessel als veertiende op de 15 kilometer skiatlon en als 23e op de 10 kilometer klassieke stijl, samen met Stefanie Böhler, Claudia Nystad en Denise Herrmann veroverde ze de bronzen medaille op de estafette.
In Falun nam de Duitse deel aan de wereldkampioenschappen langlaufen 2015. Op dit toernooi eindigde ze als 46e op de 10 kilometer vrije stijl. Op de teamsprint eindigde ze samen met Denise Herrmann op de vierde plaats, samen met Victoria Carl, Stefanie Böhler en Denise Herrmann eindigde ze als zesde op de estafette. Op de wereldkampioenschappen langlaufen 2017 in Lahti eindigde ze als zestiende op de 10 kilometer klassieke stijl en als 21e op de 30 kilometer vrije stijl. Op de teamsprint eindigde ze samen met Stefanie Böhler op de zesde plaats, samen met Katharina Hennig, Stefanie Böhler en Sandra Ringwald eindigde ze als zesde op de estafette. Tijdens de Olympische Winterspelen van 2018 in Pyeongchang eindigde Fessel samen met Sandra Ringwald als tiende op de teamsprint.

## Resultaten

### Olympische Winterspelen
| Jaar | Plaats      | Resultaten                                                                                |
| ---- | ----------- | ----------------------------------------------------------------------------------------- |
| 2006 | Turijn      | 31e Sprint (vrije stijl) 48e 30 km vrije stijl                                            |
| 2010 | Vancouver   | 17e Sprint (klassieke stijl) 22e 15 km achtervolging                                      |
| 2014 | Sotsji      | 23e 10 km klassieke stijl · 14e 15 km skiatlon · DNF 30 km vrije stijl · 4x5 km estafette |
| 2018 | Pyeongchang | 10e Teamsprint (vrije stijl)                                                              |

### Wereldkampioenschappen
| Jaar | Plaats        | Resultaten |
| ---- | ------------- | --- |
| 2005 | Oberstdorf    | 55e 10 km vrije stijl |
| 2007 | Sapporo       | 15e Sprint (klassieke stijl)                                                                                             |
| 2009 | Liberec       | 15e Sprint (vrije stijl)                                                                                                 |
| 2011 | Oslo          | 15e Sprint (vrije stijl) 7e 15 km achtervolging 7e 30 km vrije stijl 7e Teamsprint (klassieke stijl) 5e 4x5 km estafette |
| 2013 | Val di Fiemme | 12e Sprint (klassieke stijl) 25e 10 km vrije stijl 22e 15 km skiatlon 5e 30 km klassieke stijl 7e 4x5 km estafette       |
| 2015 | Falun         | 46e 10 km vrije stijl 4e Teamsprint (vrije stijl) 6e 4×5 km estafette                                                    |
| 2017 | Lahti         | 16e 10 km klassieke stijl 21e 30 km vrije stijl 6e Teamsprint (klassieke stijl) 6e 4×5 km estafette                      |

### Wereldbeker
Eindklasseringen
| Seizoen   | Algm | DI  | SP  | TdS |
| --------- | ---- | --- | --- | --- |
| 2002/2003 | 73e  | -   | 52e |     |
| 2003/2004 | 69e  | -   | 43e |     |
| 2004/2005 | 84e  | -   | 61e |     |
| 2005/2006 | 53e  | -   | 27e |     |
| 2006/2007 | 36e  | 70e | 21e | 42e |
| 2007/2008 | 44e  | 67e | 30e | DNF |
| 2008/2009 | 52e  | -   | 33e | -   |
| 2009/2010 | 48e  | 45e | 29e | DNF |
| 2010/2011 | 17e  | 20e | 33e | -   |
| 2011/2012 | 17e  | 17e | 23e | 25e |
| 2012/2013 | 22e  | 19e | 49e | DNF |
| 2013/2014 | 43e  | 32e | 42e | DNF |
| 2014/2015 | 8e   | 6e  | -   | 7e  |
| 2015/2016 | 22e  | 18e | 64e | DNF |
| 2016/2017 | 18e  | 12e | -   | 15e |
| 2017/2018 | 43e  | 22e | -   | DNF |